# 22. SS-Freiwilligen-Kavallerie-Division
Die 22. SS-Freiwilligen-Kavallerie-Division war eine Kavallerie-Division der Waffen-SS während des Zweiten Weltkrieges. Sie wurde aus ungarischen „Freiwilligen“ (de facto wehrpflichtige Ungarndeutsche) aufgestellt.

## Geschichte

### Aufstellung
Die Division wurde am 29. April 1944 aufgestellt. Zunächst bestand sie nur aus zwei Kavallerie-Regimentern, später kam ein drittes Regiment von der 8. SS-Kavallerie-Division „Florian Geyer“ hinzu. Der häufig genannte Ehrenname „Maria Theresia“ taucht in offiziellen Dokumenten jedoch nicht auf.

### Einsätze
Die Grundausbildung dauerte bis August 1944 an, danach erfolgte die Verlegung in das Gebiet der Heeresgruppe Südukraine. Im Oktober 1944 kam die Division im Rahmen der 6. Armee bei schweren Abwehrkämpfen zum Einsatz. 
Der Panzerjäger-Abteilung der Division wurden im Oktober 1944 für eine Neuausrüstung einundzwanzig Jagdpanzer 38 zugeteilt.
Die von Osten und Süden her in Ungarn vordringende Rote Armee schloss die Division schließlich nach schweren Kämpfen am Heiligabend 1944 in der Hauptstadt Budapest ein.
Die Division wurde beim Fall Budapests im Februar 1945 größtenteils aufgerieben. Die Reste der Division, die sich außerhalb des Kessels befunden hatten, wurden zur Aufstellung der 37. SS-Freiwilligen-Kavallerie-Division benutzt.
Anfang Februar 1945, als der Kampf um Budapest zum Ende kam, konnten sich nur noch wenige Soldaten der 22. SS-Freiwilligen-Kavallerie-Division nach Westen durchschlagen.

### Einsatzgebiete
- April 1944 bis August 1944 (Aufstellung und Ausbildung)
- September 1944 bis Februar 1945 (Abwehrkämpfe gegen die in Ost- und Süd-Ungarn vordringende Rote Armee (Kampf um Budapest))

## Gliederung
- SS-Freiwilligen-Kavallerie-Regiment 52
- SS-Freiwilligen-Kavallerie-Regiment 53
- SS-Freiwilligen-Kavallerie-Regiment 54
- SS-Freiwilligen-Kavallerie-Regiment 17
- SS-Artillerie-Regiment 22
  - SS-Panzer-Aufklärungs-Abteilung 22
  - SS-Panzerjäger-Abteilung 22
  - SS-Pionier-Bataillon 22
  - SS-Nachrichten-Abteilung 22
  - SS-Division-Nachschubtruppen 22
  - SS-Verwaltungstruppen-Abteilung 22
  - SS-Sanitätsabteilung 22

## Kommandeure
21. April 1944 bis 11. Februar 1945 SS-Brigadeführer August Zehender